# Episannina flavicincta
Episannina flavicincta is een vlinder uit de familie wespvlinders (Sesiidae), onderfamilie Sesiinae.
Episannina flavicincta is voor het eerst wetenschappelijk beschreven door Hampson in 1919. De soort komt voor in het Afrotropisch gebied.